# 베를린 쇠네펠트 공항
베를린 쇠네펠트 공항(독일어: Flughafen Berlin-Schönefeld, IATA: SXF, ICAO: EDDB, 1995년 이전 ETBS)은 과거 베를린 테겔 국제공항에 이은 독일 베를린 광역권에서 두 번째로 큰 공항이었으며, 2020년 10월 25일부터는 베를린 브란덴부르크 공항으로 편입되어 베를린 브란덴부르크 공항 터미널 5(Flughafen Berlin Brandenburg Terminal 5, IATA: BER)가 되었다. 베를린의 남쪽 경계 부근 브란덴부르크주에 있으며, 베를린 중심가에서 남동쪽으로 약 17km 떨어진 곳에 위치해 있다.
2019년 연간 이용객은 11,417,435명이다. 공항 이용객 수 기준으로 독일에서 7위 규모이다.
베를린의 서부 도심에 위치한 베를린 테겔 국제공항과는 달리 확장 가능성이 커서 베를린 쇠네펠트 공항의 남쪽에 부지를 확보하여 신공항(베를린 브란덴부르크 공항)을 건설했으며, 2020년 10월 25일 베를린 브란덴부르크 공항의 터미널 5로 변경되었다. 과거의 터미널 내 구역이었던 A, B, C, D는 베를린 브란덴부르크 공항의 다른 터미널과 혼동되지 않도록 2020년 3월부터 K, L, M, Q로 불렸다.

## 역사

### 헨셸 비행기 공장
1934년 10월 15일 헨셸(Henschel & Sohn)에서 쇠네펠트 지역에 비행기 공장을 설치하였다. 제2차 세계 대전이 끝날 때까지 이곳에서 비행기를 14,000여기 생산했다. 콘크리트제 활주로 800 m 3본이 설치되어 있었다. 베를린 전투 중이었던 1945년 4월 22일에 소련군에 점령되었다. 1946년에 소련 공군이 이곳으로 공군기지를 옮겼고, 1947년에는 소련 군정이 민간 공항의 시설 건설을 승인하였다. 소련 군정은 비행기 생산 시설을 폭파하거나 소련으로 징발했다.

### 2차 대전 이후

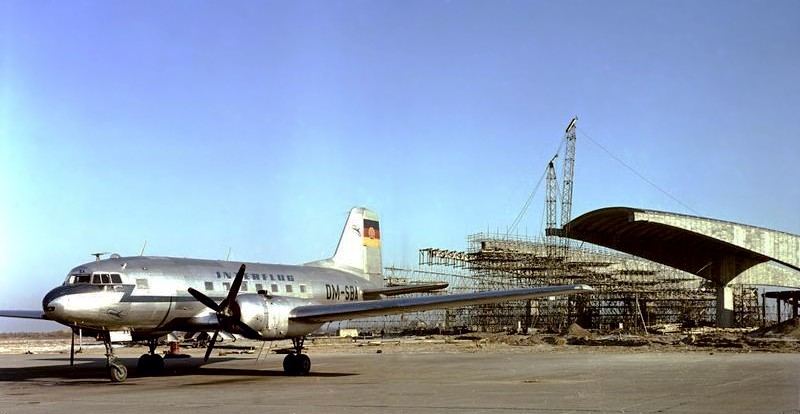
1961년, 공항 건설

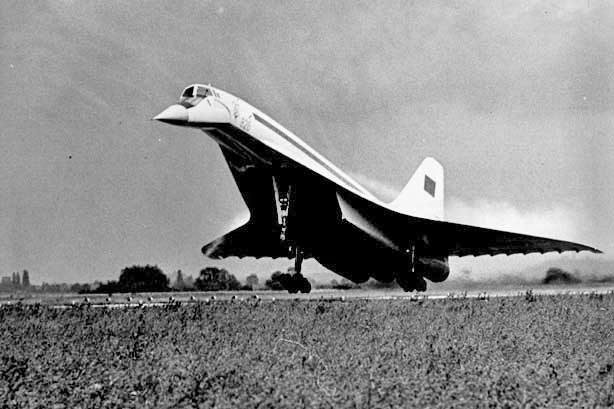
1970년대 초반, 공항에서 이륙하는 Tu-144

1946년 소련 공군은 베를린 시내에 있었던 요하니스탈 비행장(Flugplatz Johannisthal)에서 쇠네펠트로 이전했다. 같은 해 아에로플로트는 민간 항공 영업을 시작했다. 1947년 7월 17일 독일 소련군정(SMAD)에서는 명령 93호로 쇠네펠트 지역에 민간 공항을 지시했다. 건물 공사 이후 동서독 통일 이전까지 동독의 중앙 공항으로 사용할 수 있도록 계속 확장 공사가 진행되었다. 동독 시기의 계획된 연간 최대 승객 수는 1800만 명이었다.
서베를린 시내에 있는 템펠호프 공항과 테겔 공항과는 다르게 행정 구역 상 베를린 밖에 위치하고 있었기 때문에 베를린을 점령한 4개국(미국, 영국, 프랑스, 소련) 외의 제3국 국적 항공기가 이착륙할 수 있었다. 제3국에는 동독(인터플루크 및 1963년 파산 이전의 동독 루프트한자)와 서독(루프트한자 및 타 항공사)도 포함되지만, 서독의 루프트한자는 냉전기 체제 경쟁상의 이유로 이 공항에 취항하지 않았다. 이 공항의 북쪽 활주로(베를린 브란덴부르크 공항 진입 고속도로 공사로 철거됨)의 동쪽 끝은 동베를린 시내에 살짝 걸쳐 있었기 때문에, 법적으로는 점령 4개국 이외의 국적기가 북쪽 활주로의 동쪽으로 착륙하거나 이륙할 수 없었으나 실질적으로는 허용되었다.
1959년 10월 3일 스칸디나비아 항공 소속 캐러벨 제트기가 이 공항에 최초로 착륙한 제트 여객기였고, 1961년 ICAO의 1급 공항으로 등록되었다.
1960년 동독 정권에서는 베를린 쇠네펠트 중앙 공항(Zentralflughafen Berlin-Schönefeld)의 확장안을 확정했다. 향후 수십년간 승객 수 증가(1980년까지 쇠네펠트 공항 350만, 전체 베를린 1400만), 공항의 필요성, 현대 제트 여객기 운항, 효율적인 승객 동선을 고려하였다. 계획에서는 단거리 및 장거리 항공 노선 터미널을 분리했다. 공항 철도역 북쪽에 탑승 구역 2개, 소형 활주로 2본이 있는 터미널을 설치하고 남쪽에는 탑승 구역 2개 및 추가 활주로 1본/2본을 설치할 예정이었다. 기존 활주로는 4000 m까지 확장할 예정이었다. 이외에도 베를린 S반, U반, 장거리 열차 정차를 계획하였다.
한편 서베를린 시민들도 이 공항에서 출발하는 부다페스트, 프라하 등 중부유럽 노선 및 서독을 제외한 서유럽 노선을 이용할 수 있었다. 과거 동구권 항공사에서는 항공유를 국가 정책에 따라서 더 저렴하게 구입할 수 있었기 때문에, 동독 항공사인 인터플루크의 운영 비용에서는 항공유의 비중이 낮았고, 서베를린 공항에서 출발하는 항공 노선보다 최대 70%까지 낮은 비용으로 항공권을 판매할 수 있었다. 서베를린 출발 승객을 수송할 수 있도록 동베를린 BVB에서는 1963년부터 1990년까지 서베를린에서 출발하는 버스를 운행했다.

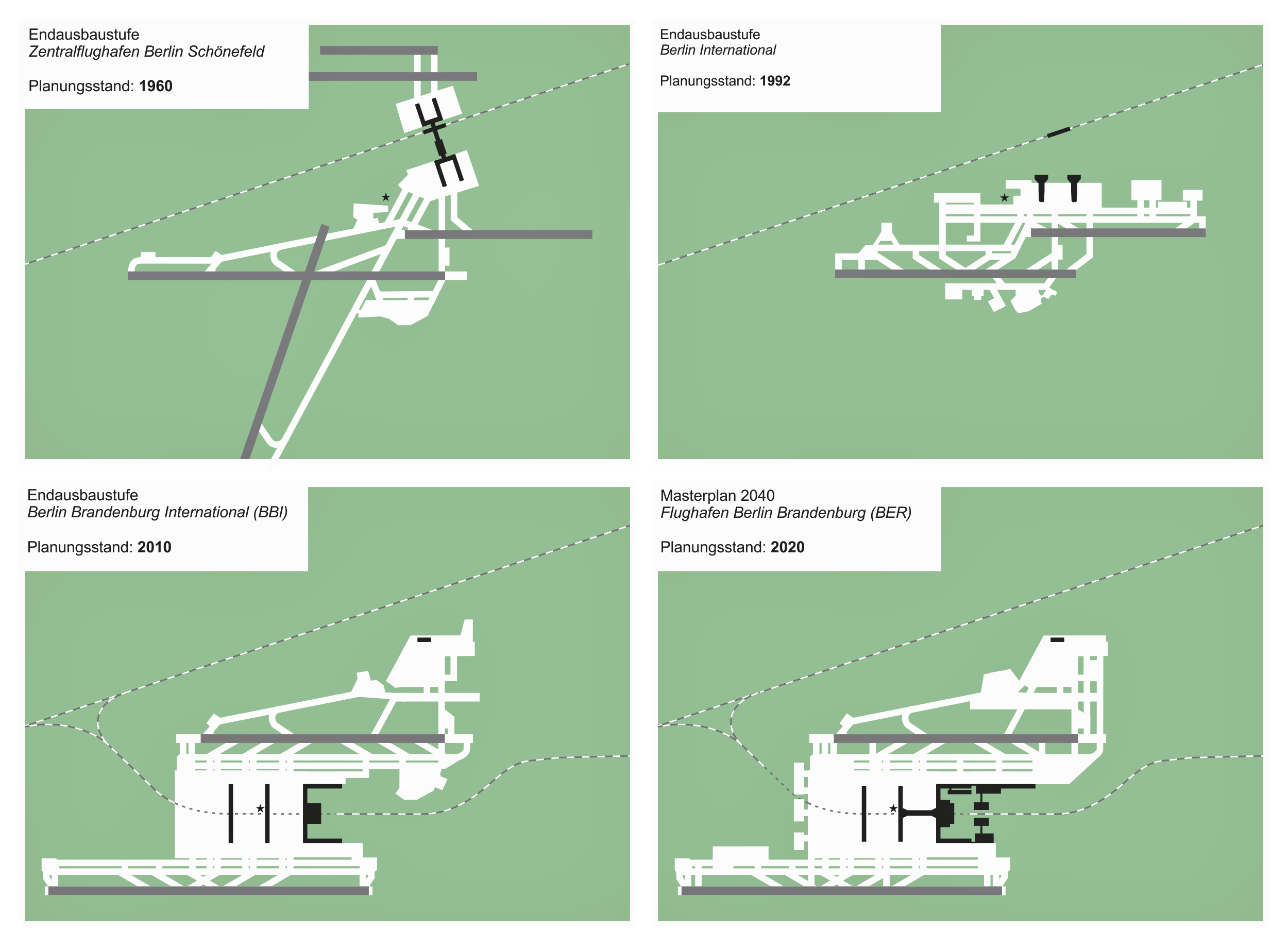
쇠네펠트 공항의 확장 계획

1990년까지 연간 이용객 300만 명을 계획했지만, 이미 1969년에 연간 이용객 100만 명을 돌파했다. 동독이 흡수되기 직전에는 쇠네펠트 공항에서 인터플루크가 53개 노선을 운영하고 있었다. 1976년에는 공항 북쪽의 신규 터미널 NPA(Neue Passagier-Abfertigung, 현재의 터미널 L)가 영업을 시작했다. 1985년까지 현재의 터미널 K와 Q가 터미널 L의 각각 왼쪽과 오른쪽에 추가로 건설되었다. 추가로 건설된 터미널 K(이지젯 터미널)는 건설 당시에는 환승객 및 서베를린 승객용으로 건설되었으며, 다른 터미널과는 진입부가 광장으로 분리되어 있었고 별도의 출입 검문소가 설치되어 있었다. 해당 터미널 건설 이후 서베를린에서 출발한 버스는 통상적인 국경 통과 지점(Waltersdorfer Chaussee)에서 내려서 여권을 검사하지 않았고, 이 지점에서 동독 국경수비대 대원이 탑승해서 터미널까지 동행하였다. 서베를린 출발 승객의 탑승 수속은 동베를린 승객과 구분되어 있었고, 탑승구에 와서야 동베를린 승객과 합류하게 되었다. 서베를린 방면으로 가는 도착 승객은 1985년 이후부터는 공항의 다른 도착 구역으로 나갈 수 없었고, 신분증 검사를 통과한 후 서베를린 터미널의 도착 구역으로만 나갈 수 있었다. 도착 구역에서 동독 국경수비대 대원이 탑승한 다음 서베를린 도착 직전에 하차했고, 추가적인 신분증 검사 없이 서베를린으로 갈 수 있었다. 국경수비대 대원의 탑승 목적은 동독 시민이 서베를린으로 탈출하는 것을 방지하기 위해서였으며, 서베를린 시민 입장에서는 일부 국경 검사가 사라져서 탑승 시간을 절약할 수 있었다.
터미널 Q는 VIP 승객 용도로 1984년 초에 완공되었다. 슈타지에서 추가 경호를 담당하는 외부 라운지가 설치되어 있었다. VIP 터미널은 동독 국빈 방문 시에만 사용했다. 체크인 절차는 일반 승객과는 다르게 진행되어, VIP 승객이 터미널에서 편의 시설을 이용하거나 짐을 기다리는 동안에 진행되었다. 탑승 시에도 일반 승객과는 별도 절차를 따랐다. 1990년 이후에는 이스라엘이나 북아메리카 방면 전세기 등 보안 절차가 까다로운 행선지의 비행편을 처리할 수 있도록 개축되었다. 2015년에는 별도 수하물을 체크인하지 않는 승객 전용 추가 보안 검색대와 자동 탑승권 검색대가 추가되었다.
터미널 L의 지상 2층에는 레스토랑과 방문자 테라스가 설치되어 있다. 원래는 테라스가 전체 건물 면적을 따라 설치되어 있었으나 1990년대부터는 터미널 L을 통해서만 접근할 수 있게 되었다.
공항 남쪽에는 인터플루크의 격납고 및 검수고가 있었다. 1990년대에는 개수 공사를 거쳐서 루프트한자에서 사용했다. 동독 국가인민군의 제44수송대(Transportfliegergeschwader 44)에서는 동독 정부전용기로 사용했던 Tu-134를 이곳으로 이전 배치했고, 추가로 일류신 Il-62 3기를 배치했다.
1989년 대한민국의 임수경이 조선민주주의인민공화국 평양에서 열린 제13차 세계청년학생축전에서 전국대학생대표자협의회 대표로 참가하기 위해 동베를린에 있던 이 공항을 통해 조선민주주의인민공화국으로 대한민국 정부의 승인 없이 방북한 적이 있었는데, 당시에는 쇠네펠트에서 평양 순안 국제공항과의 직항 노선이 있었다. 대한민국과는 동독 때부터 현재까지 직항 노선이 없다.

### 통일 이후

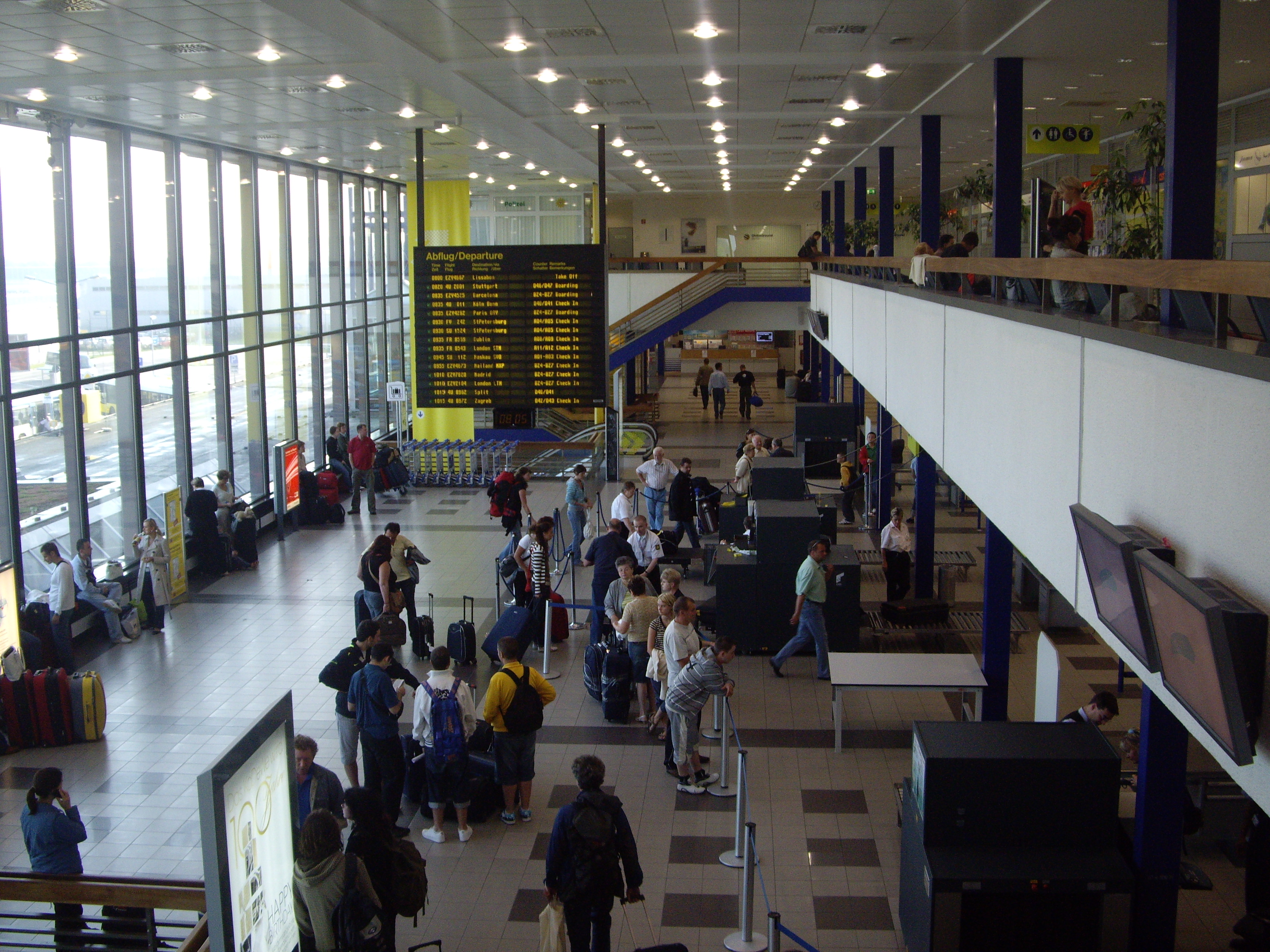
터미널 L 내부

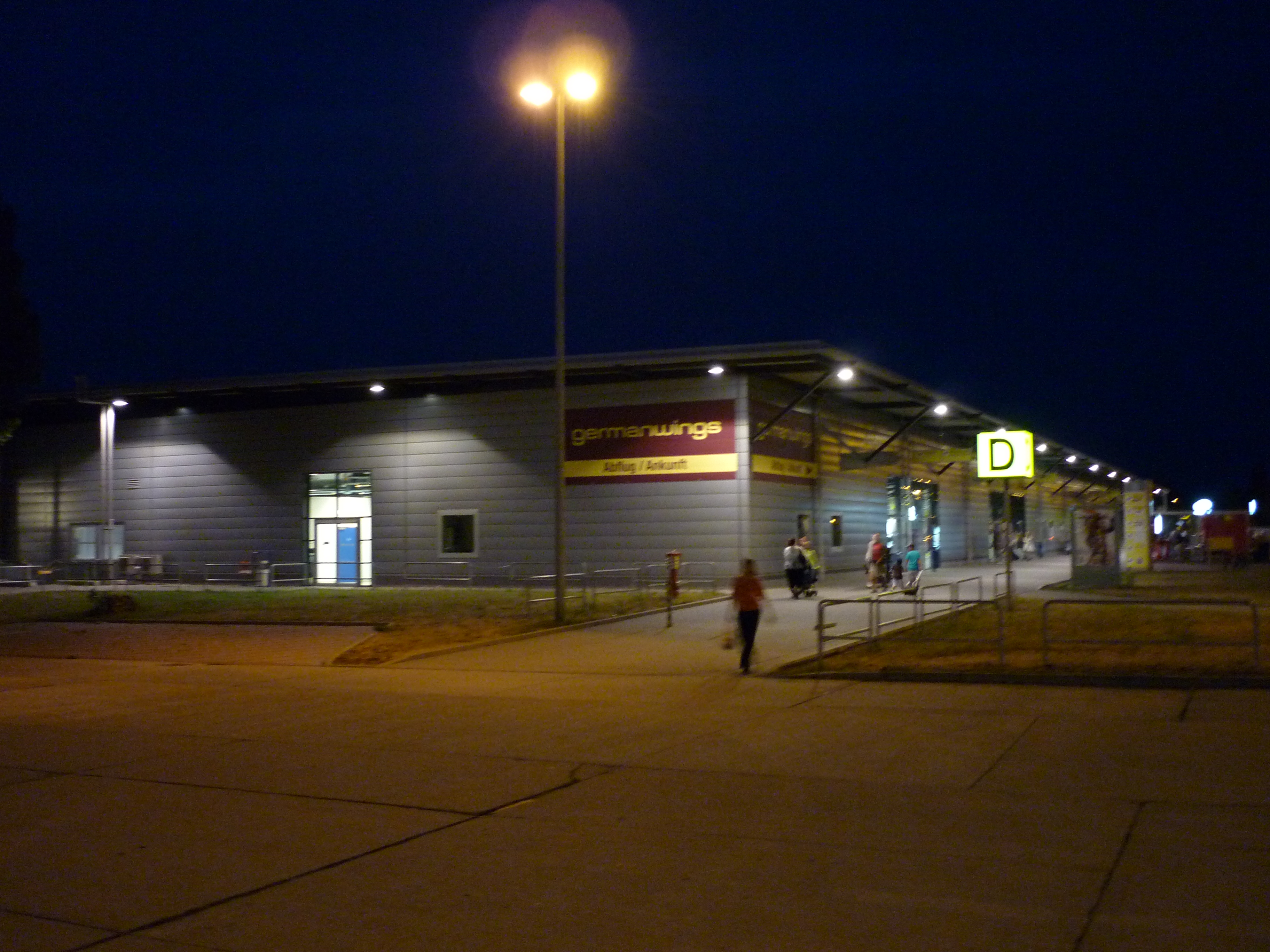
터미널 M(이전 터미널 D) 외부

독일 통일 이후에도 공항이 추가로 확장되었지만 승객 수 감소를 피할 수는 없었다. 1991년 인터플루크가 폐업했고 쇠네펠트 공항에 취항하던 항공사는 더 가까운 테겔 공항으로 이전했다. 이 시기에 쇠네펠트 공항은 암흑기였으며, 한 동안은 전세편만 출발하는 공항으로 사용되기도 했다. 1992년 남부 활주로 개선 공사를 완료했다. 1991년부터 1993년까지는 독일 공군의 제65수송대(Lufttransportgeschwader 65)에서 Il-62M을 운항했다. 통일 이후에도 1993년까지는 별도의 탑승교가 없었으며, 첫 탑승교는 터미널 L에 3기가 설치되었다. 1995년 터미널 확장 공사가 완료되었다.
1996년에는 베를린시, 브란덴부르크주, 연방 정부에서 베를린 브란덴부르크 공항 확장 공사 계획을 발표하였다. 당시 남아 있었던 정규 항공편 운항사는 모스크바행 아에로플로트, 상트페테르부르크행 로시야 항공이었다. 2003년까지는 전세편 항공사 위주로만 운행했고, 이 시기부터 저비용 항공사가 쇠네펠트에 취항하기 시작했다. 라이언에어는 KLM의 자회사였던 Buzz에서 운항했던 쇠네펠트-런던간 노선을 인수했다. 저먼윙스에서는 2003년부터 테겔 대신 쇠네펠트발 국내선을 운항했다. 2004년 4월 28일 이지젯이 운행하기 시작하면서 취항지 수가 늘어났다. 2005년 이지젯에서는 런던 루턴 공항에 이은 유럽 내 2번째로 큰 베이스를 운영했다. 2005년 3월 11일 저먼윙스에서는 그 해 6월부터 쇠네펠트에 추가로 2기를 더 주기하기로 했으며, 이지젯이 운항하지 않는 노선 위주로 노선을 확장했다. 2012/2013년 겨울 시간표부터 저먼윙스는 테겔 공항으로 이전했다.
2005년 12월 19일 저비용 항공사용 터미널 M이 개항했다. 터미널 M은 2012년 가을까지 저먼윙스에서 사용했다. 이후 이지젯이 터미널 K에서 터미널 M으로 이전할 예정이었다. 저비용 항공사의 취항으로 쇠네펠트 공항 이용객 수는 2005년에 50% 증가한 508만 명을 기록했다. 2006년 당시 직원 수는 5713명이었다.
2006년부터 쇠네펠트 공항역에는 더 이상 장거리 열차가 정차하지 않았다. 2007년 11월 30일에는 북쪽 활주로가 폐쇄 및 일부 철거되었고 그 자리에 아우토반 113호선이 건설되었다. 그 이후 항공편은 남쪽 활주로만 사용할 수 있었고, 해당 활주로는 베를린 브란덴부르크 공항의 북쪽 활주로로 재사용되었다. 북쪽 활주로의 남아 있는 일부는 범용 항공용 장기 주기된 비행기의 주기장으로 사용 중이다.

### 베를린 브란덴부르크 공항 건설

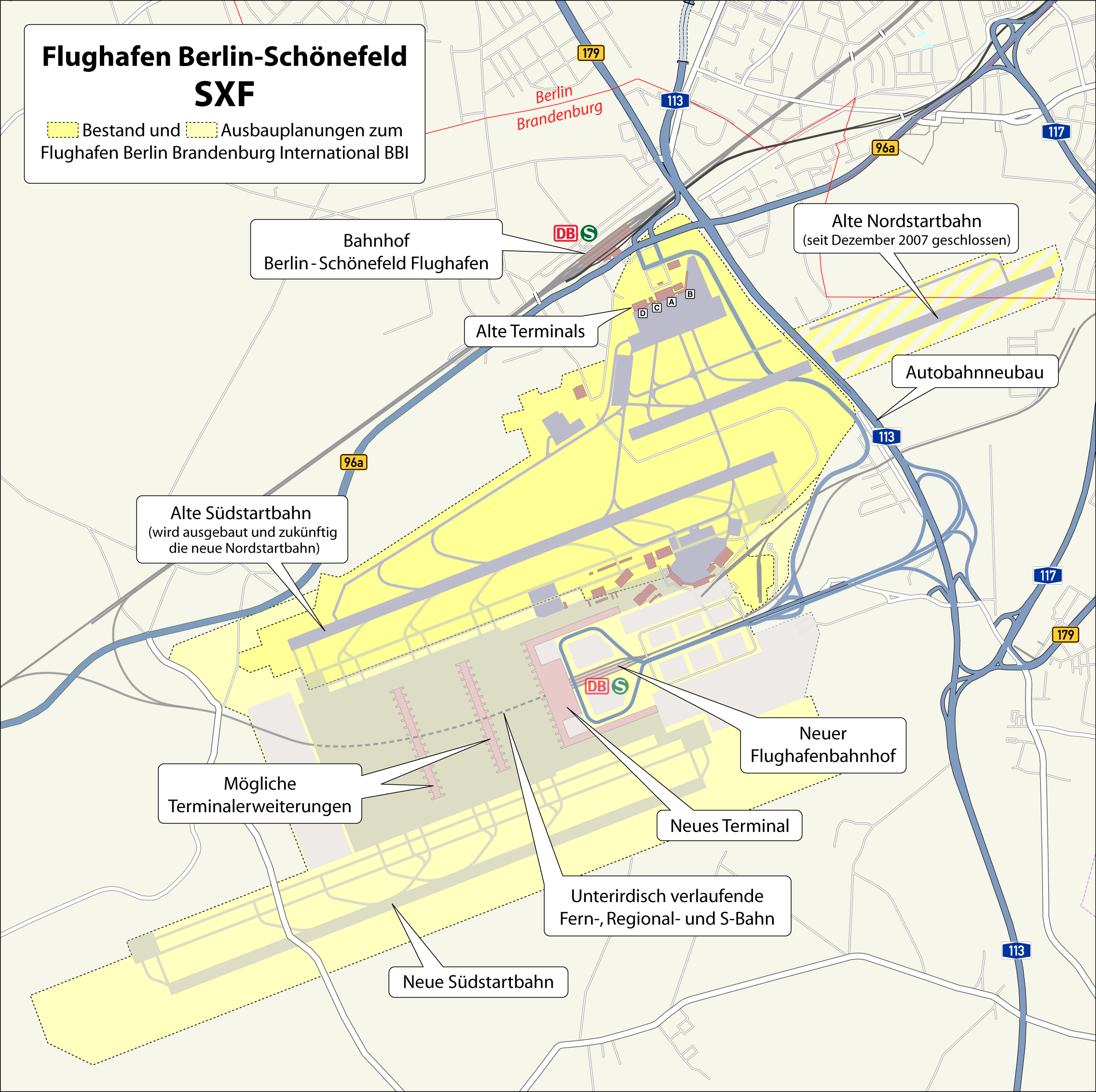
공항 건설 시작 당시 계획

1996년부터 베를린, 브란덴부르크, 연방 정부에서는 2012년까지 쇠네펠트 공항 자리에 베를린의 단일 신공항을 건설하기로 결정했다. 프랑크푸르트 및 뮌헨 공항에 이은 주요 공항으로 발전시킬 계획이 있었다. 2006년에 착공한 신공항 건설 이후 베를린 테겔 공항은 최대 6개월 동안만 영업하고 폐쇄하기로 했다. 베를린 템펠호프 공항은 이미 2008년 10월에 폐항했다.
공항 건설 계획에 따라서 2007년 12월 1일 쇠네펠트 공항 북부 활주로(07L/25R)는 폐쇄되었고 일부분은 철거되었다. 새로운 아우토반 113호선은 이 활주로를 교차한다. 남아 있는 07R/25L 활주로는 베를린 브란덴부르크 공항에 편입되었다. 기존 활주로 보수 공사는 2015년 5월 6일에 시작되었고 같은 해 10월 24일에 완료되었다. 베를린 브란덴부르크 공항 개업 이전까지 쇠네펠트 공항에서는 활주로 1본만 사용했다. 2017년 여름에는 쇠네펠트 공항 공사로 남부 활주로를 다시 사용했다.
과거 쇠네펠트 공항 터미널 구역은 2020년 3월 말에 개칭되었다. 2020년 10월 말로 예정된 베를린 브란덴부르크 공항에 맞춰서 쇠네펠트 공항은 브란덴부르크 공항의 터미널 5로 개칭되었다. 터미널 구역 및 탑승구 이름 중복 방지를 위해서 과거의 터미널 A, B, C, D를 K, L, M, Q로 변경했다.

## 시설

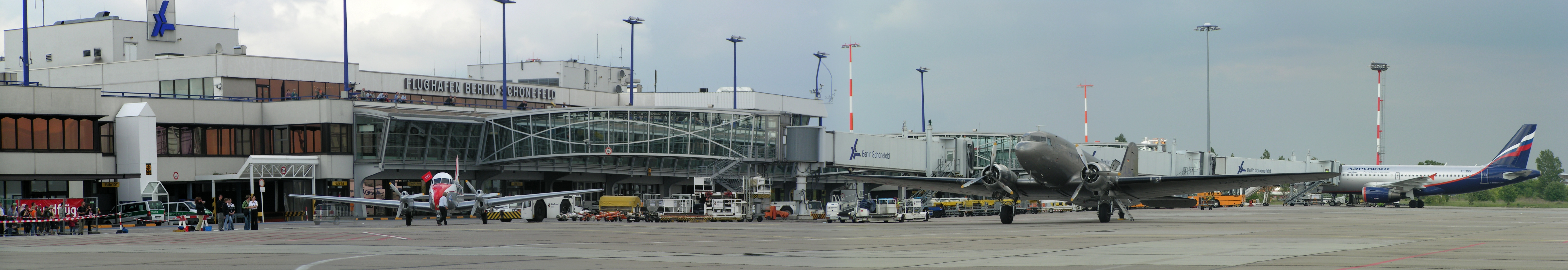

터미널 5는 K, L, M, Q 구역으로 나뉘어 있다. 대부분 항공사는 터미널 L을 사둉하며, 이지젯은 터미널 K, 라이언에어, 콘도르, 선익스프레스, 노르위전 에어 셔틀은 터미널 M을 사용한다. 터미널 Q는 2008년까지는 이스라엘 등 까다로운 보안 검색이 필요한 항공편이 운항할 수 있도록 추가적인 보안 시설이 갖춰져 있었다. 그 후에는 회의실이나 이벤트 장소로 사용했다가, 2015년 11월부터는 승객 처리 용량 향상을 위해서 온라인 체크인을 완료했고 수하물 체크인이 필요 없는 승객을 대상으로 한 추가 보안 검색대를 설치했다. 터미널 L에만 탑승교 3기가 설치되어 있으며, 최대 36기까지 주기 가능하다. 공항 남쪽에는 범용 항공 터미널이 있으며, 전용기, 에어택시, 전세기, 헬리콥터가 이용할 수 있다. 화물 터미널에서는 최대 연간 30,000톤을 처리할 수 있으며, 동물 검역소가 설치되어 있다. 공항 근처에는 일반 여객기 3기, 범용 항공기 3기를 수용할 수 있는 주기장이 설치되어 있다. 2007년에는 독일 적십자의 위기 대응 물류 센터가 설치되었고, 이 공항에서 시작하여 전 세계에 72시간 내에 긴급 물자를 수송할 수 있다. 독일 내에서 비상 사태가 발생했을 때 투입할 수 있는 차량도 주기되어 있다.
2007년 말까지는 북부 활주로 2710 m, 남부 활주로 3000 m 2본이 설치되어 있었다. 두 활주로 모두 폭은 45 m였다. 베를린 브란덴부르크 공항 건설 과정에서 북부 활주로는 철거되었고, 남부 활주로는 3600 m로 확장되었다. 활주로에는 양방향 사용 가능한 ILS가 설치되어 있으며, 계기 착륙 CAT IIIb 등급 인증을 받았다.

## 위치 및 교통편

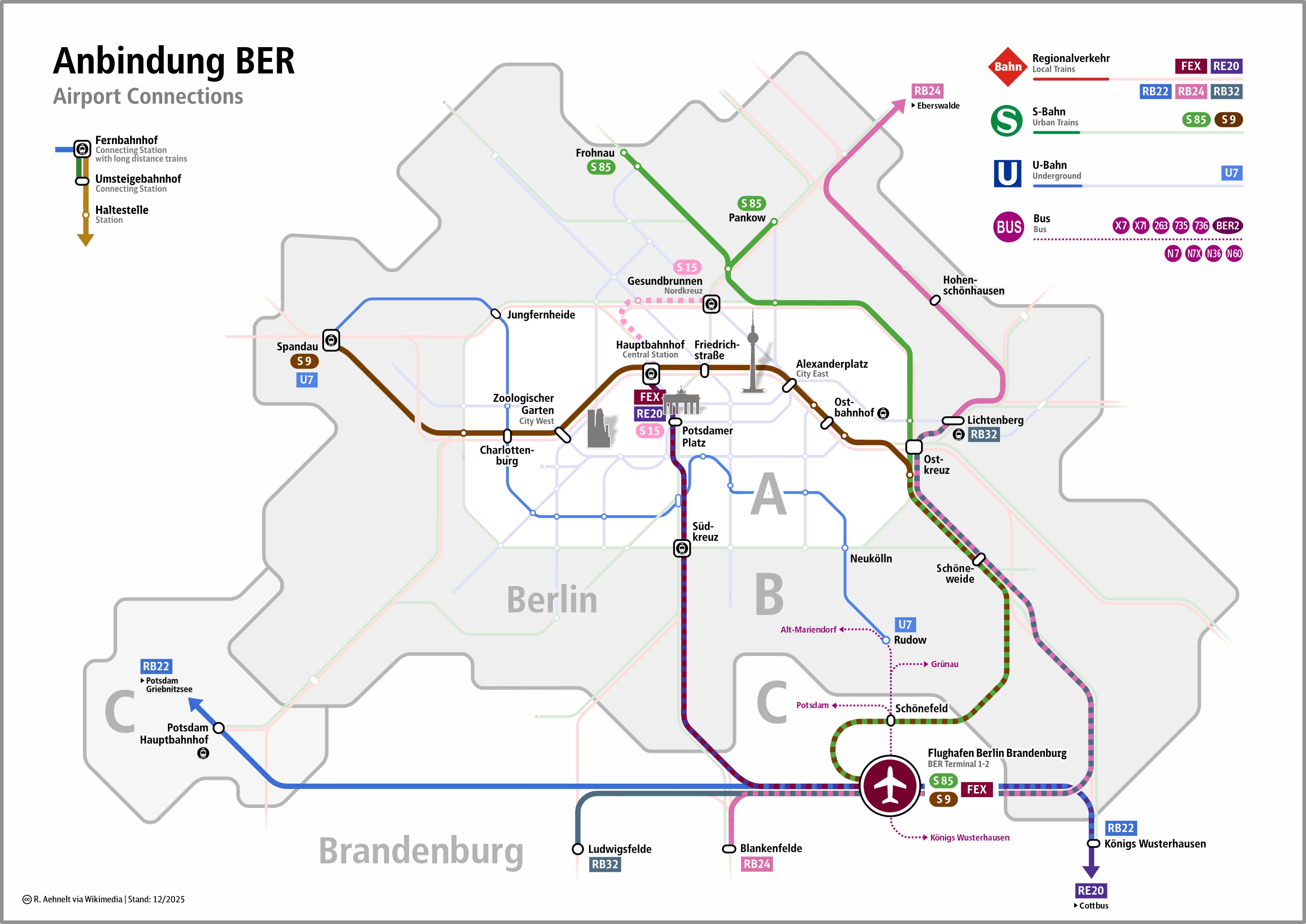
공항과 베를린간 교통편(2020년 기준)

베를린 브란덴부르크 공항 터미널 5는 쇠네펠트(브란덴부르크주 다메슈프레발트군)에 있다. 더 이상 사용하지 않는 북부 활주로의 일부는 베를린 시내에 걸쳐 있다. 베를린 중심부에서 약 22 km 남동쪽에 있으며 공항의 고도는 48 m이다. 베를린 브란덴부르크 공항 터미널 5역으로 철도 교통편이 연결되어 있다. 광역 철도인 베를린 S반 S45 및 S9 노선이 운행하며, 베를린 브란덴부르크 공항 개항 이전까지는 RE7 및 RB14 열차가 베를린 중앙역으로, RB22 열차가 포츠담으로 운행했다. 베를린 동남쪽으로 가는 다양한 버스편이 출발한다. 도로 교통편으로는 아우토반 113호선과 연결되어 있다. 택시 승강장은 터미널 L 도착층에 위치해 있다.

## 같이 보기
- 베를린 브란덴부르크 공항
- 베를린 테겔 국제공항
- 베를린 템펠호프 공항